# Orlu (Nigeria)
Orlu este un oraș din Nigeria.

## Orașe înfrățite
Conform Sister Cities International.
- Austin, Texas, SUA
- Boston, Massachusetts, SUA